# Махори
Махори (пол. Machory) — село в Польщі, у гміні Руда-Маленецька Конецького повіту Свентокшиського воєводства.
Населення — 84 особи (2011).
У 1975-1998 роках село належало до Келецького воєводства.

## Демографія
Демографічна структура на день 31 березня 2011 року:
|          | Загалом | Допрацездатний вік | Працездатний вік | Постпрацездатний вік |
| -------- | ------- | ------------------ | ---------------- | -------------------- |
| Чоловіки | 40      | 5                  | 31               | 4                    |
| Жінки    | 44      | 8                  | 27               | 9                    |
| Разом    | 84      | 13                 | 58               | 13                   |